# Cypridinodes
Cypridinodes is een geslacht Mosselkreeftjes (Ostracoda) uit de familie Cypridinidae. Het geslacht werd voor het eerst wetenschappelijk beschreven door Brady in 1902. Het geslacht komt voor rondom Australië.

## Soorten
Het geslacht telt de volgende soorten:
- Cypridinodes acuminate Skogsberg, 1920
- Cypridinodes asymmetrica (Mueller, 1906) Poulsen, 1962
- Cypridinodes bairdii (Brady, 1866) Hanai, Ikeya & Yajima, 1980
- Cypridinodes concentrica Kornicker, 1979
- Cypridinodes dorsocurvata (Graf, 1931)
- Cypridinodes elongata (Brady, 1866) Hanai, Ikeya & Yajima, 1980
- Cypridinodes favus Brady, 1902
- Cypridinodes galatheae Poulsen, 1962
- Cypridinodes imermis Poulsen, 1962
- Cypridinodes inermis Poulsen, 1962
- Cypridinodes kornickeri Karanovic & Laperousaz, 2009
- Cypridinodes minuta Poulsen, 1962
- Cypridinodes parallax Kornicker in Kornicker & Thomassin, 1998
- Cypridinodes pix Kornicker, 1996
- Cypridinodes plax Kornicker, 1991
- Cypridinodes relax Kornicker in Kornicker & Thomassin, 1998
- Cypridinodes reticulata Poulsen, 1962
- Cypridinodes rumex Kornicker, 1996
- Cypridinodes strophinx Kornicker in Kornicker & Thomassin, 1998
- Cypridinodes wyvillethomsoni (Brady, 1880) Kornicker, 1975